# テナガコガネ
テナガコガネとは、昆虫綱甲虫目コガネムシ科テナガコガネ亜科に属する昆虫の総称。雄成虫の前脚が非常に長いことが特徴。日本にはヤンバルテナガコガネが生息する。大型のコガネムシの仲間。
幼虫は生育に際し、広葉樹の老木の巨大な洞に溜まったフレーク状の腐植土を餌とするが、このような生育環境の成立・維持には大規模な原生林や他の動物の関与が必要となる。メスの産卵数も少ないうえ孵化率も低いため、原生的自然の破壊とともに本亜科全般が減少傾向にあり、日本だけではなく世界的にも保護されている。日本でもヤンバルテナガコガネは天然記念物に指定されており、採集飼育共に全面的に禁止されている。
3属10数種からなり、東アジア南部の台湾や中国福建省あたりから、東南アジアにかけての低緯度地方が分布の中心である。
なお、高緯度地方で同様の樹洞性のニッチを持つコガネムシ科の昆虫に、ブナ林に生息するオオチャイロハナムグリなどが知られている。
日本では、ヤンバルテナガコガネとの競合・交雑の恐れがあるとして、2006年2月1日に一部が2006年7月18日にヤンバルテナガコガネを除く全種が特定外来生物に指定され、輸入禁止となった。
なお鳥取県国府町の中新世の地層からはイナバテナガコガネの化石も発見されている。

## 下位分類

### テナガコガネ属Cheirotonus
- マクレイテナガコガネ Cheirotonus macleayi - チベット、インド、ネパール、ブータン
- ヤンバルテナガコガネ Cheirotonus jambar - 沖縄本島
- ヤンソンテナガコガネ Cheirotonus jansoni - 中国、ベトナム
- タイワンテナガコガネ Cheirotonus formosanus - 台湾
- マレーテナガコガネ Cheirotonus peracanus - マレー半島
- バタレールテナガコガネ Cheitrotonus battareli - ベトナム、ラオス
- ゲストロテナガコガネ Cheirotonus gestroi - インド、ミャンマー、ベトナム、タイ、ラオス、カンボジア、中国
- レーマンテナガコガネ Cheirotonus gestroi lehmanni　-ミャンマー（タニンダーリ）
- パリーテナガコガネ Cheirotonus parryi ‐　インド、ミャンマー、タイ、ラオス、ベトナム、カンボジア
- フジオカテナガコガネ Cheirotonus fujiokai -　中国
- †イナバテナガコガネ Cheirotonus otai - 日本

### ヒメテナガコガネ属Propomacrus
- （トルコ）ヒメテナガコガネ Propomacrus bimucronatus - トルコ
- ダビィドテナガコガネ Propomacrus davidi - 中国
- キプロスヒメテナガ　Propomacrus cypriacus - キプロス
- ムラモトヒメテナガ　Propomacrus muramotoae　-チベット

### ドウテナガコガネ属（クモテナガコガネ属）Eucbeirus
- （セラム）ドウテナガコガネ Eucbeirus longimanus - セラム島
- セレベスドウナガテナガコガネ Euchirus longimanus celebicus -スラウェシ（セレベス）島
- セスジドウナガテナガコガネ Eucbeirus dupontianus - ミンドロ島

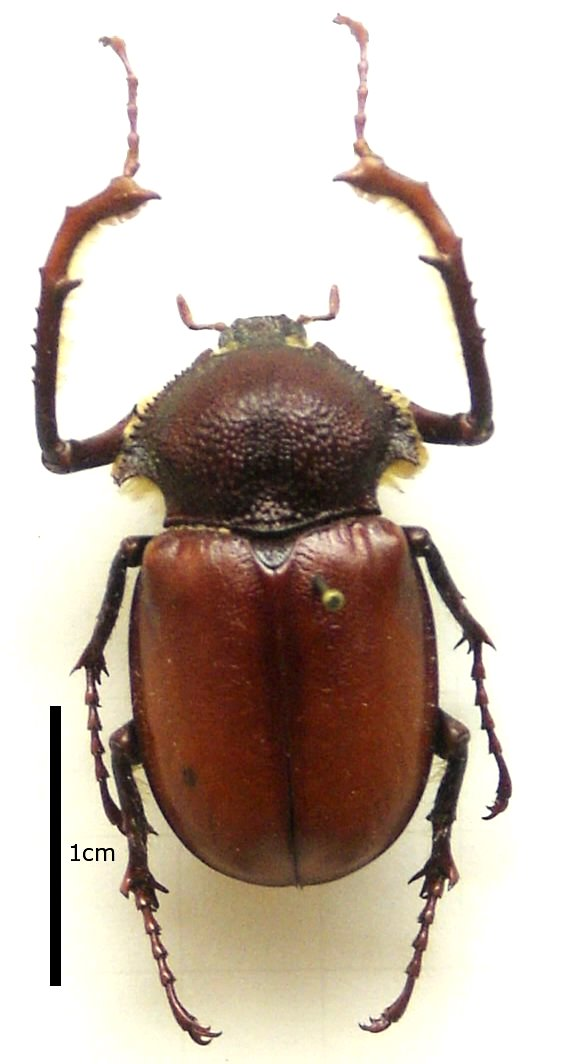
ダヴィドヒメテナガコガネ Propomacrus davidi
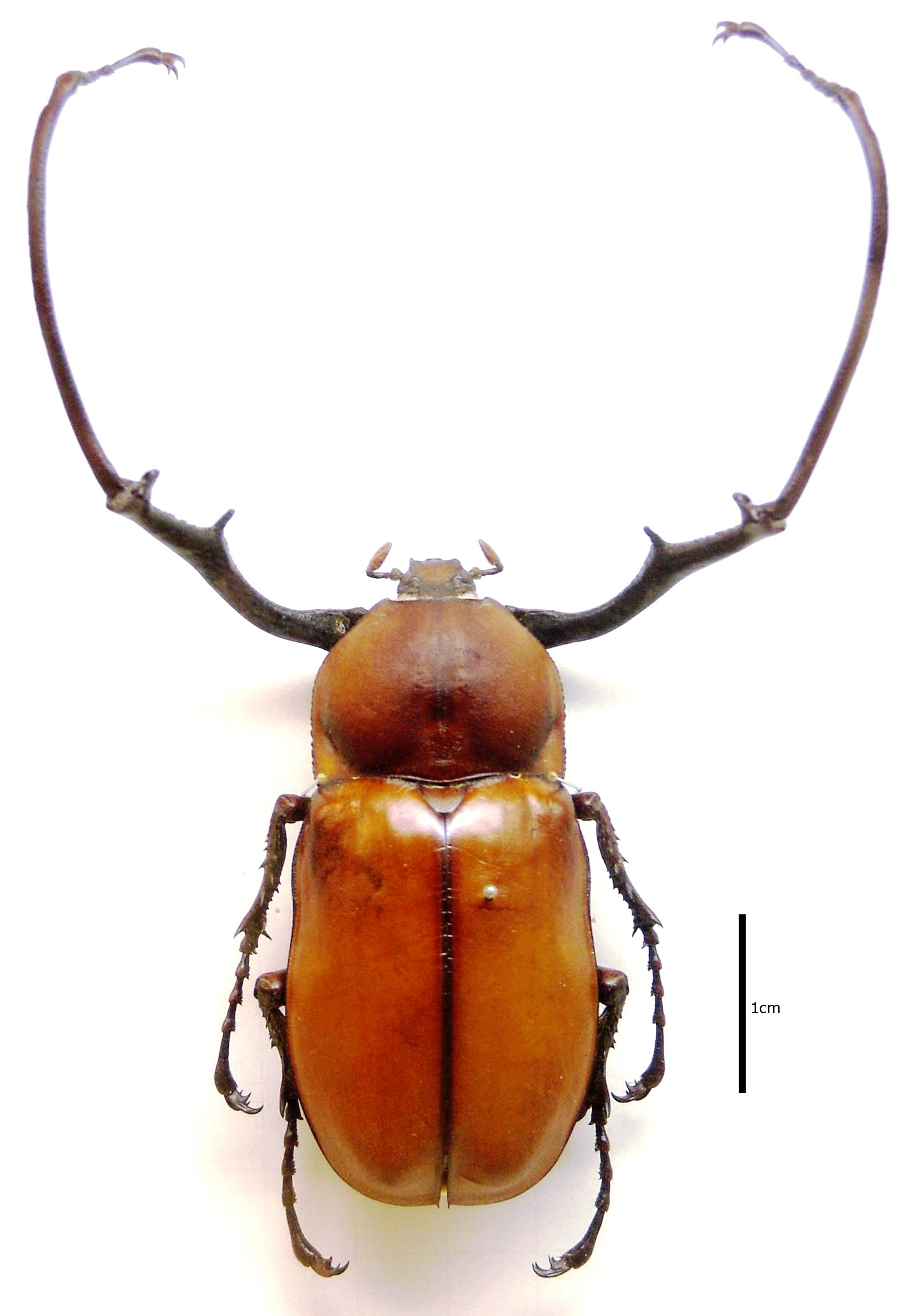
ドウテナガコガネ Euchirus longimanus